# René Kieffer

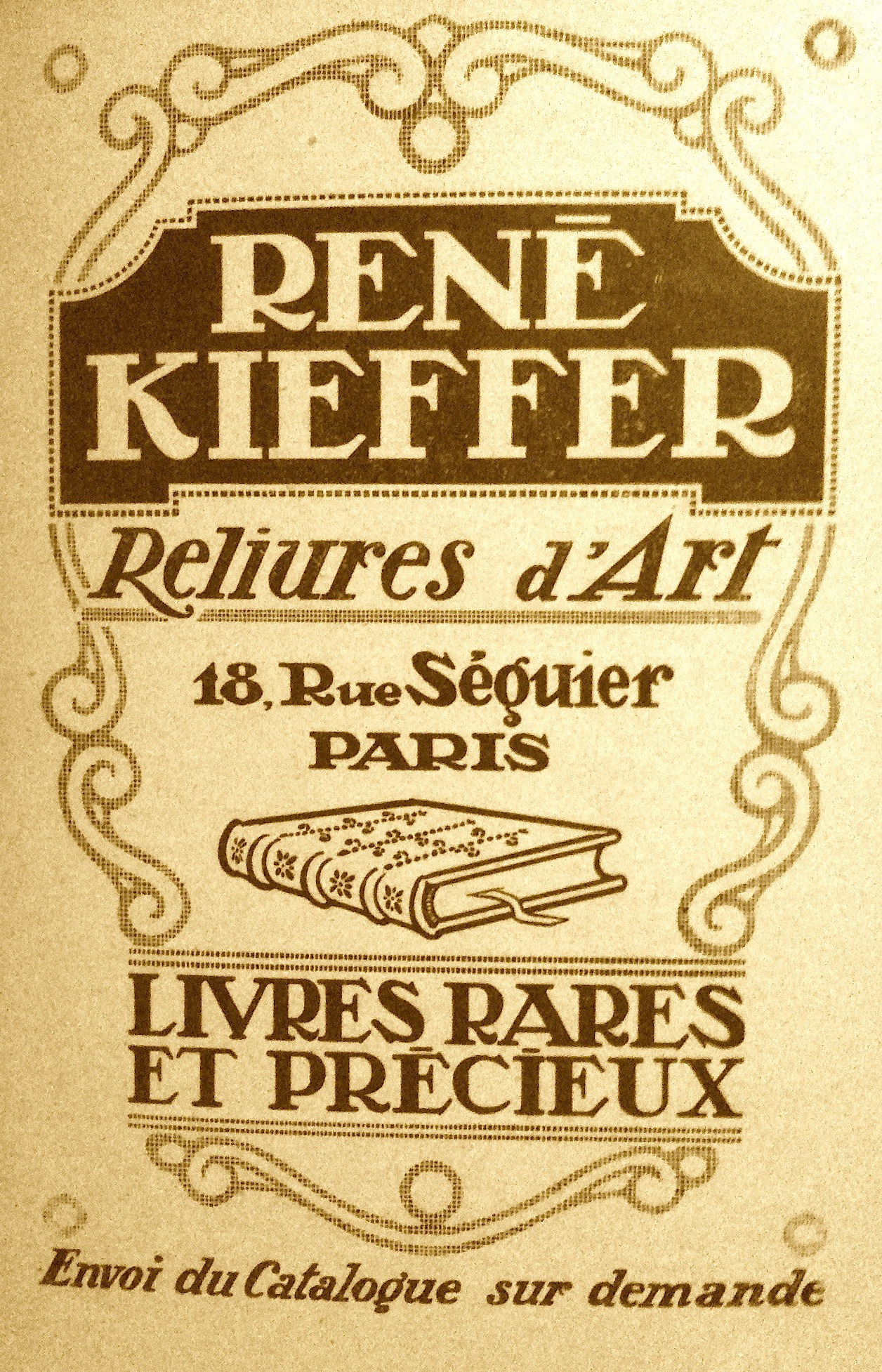
Werbeanzeige aus dem Jahr 1914

René-Albert Kieffer (* 5. April 1876 in Paris; † 8. September 1963 ebenda) war ein französischer Buchbinder, Verleger und Buchhändler.

## Leben und Werk

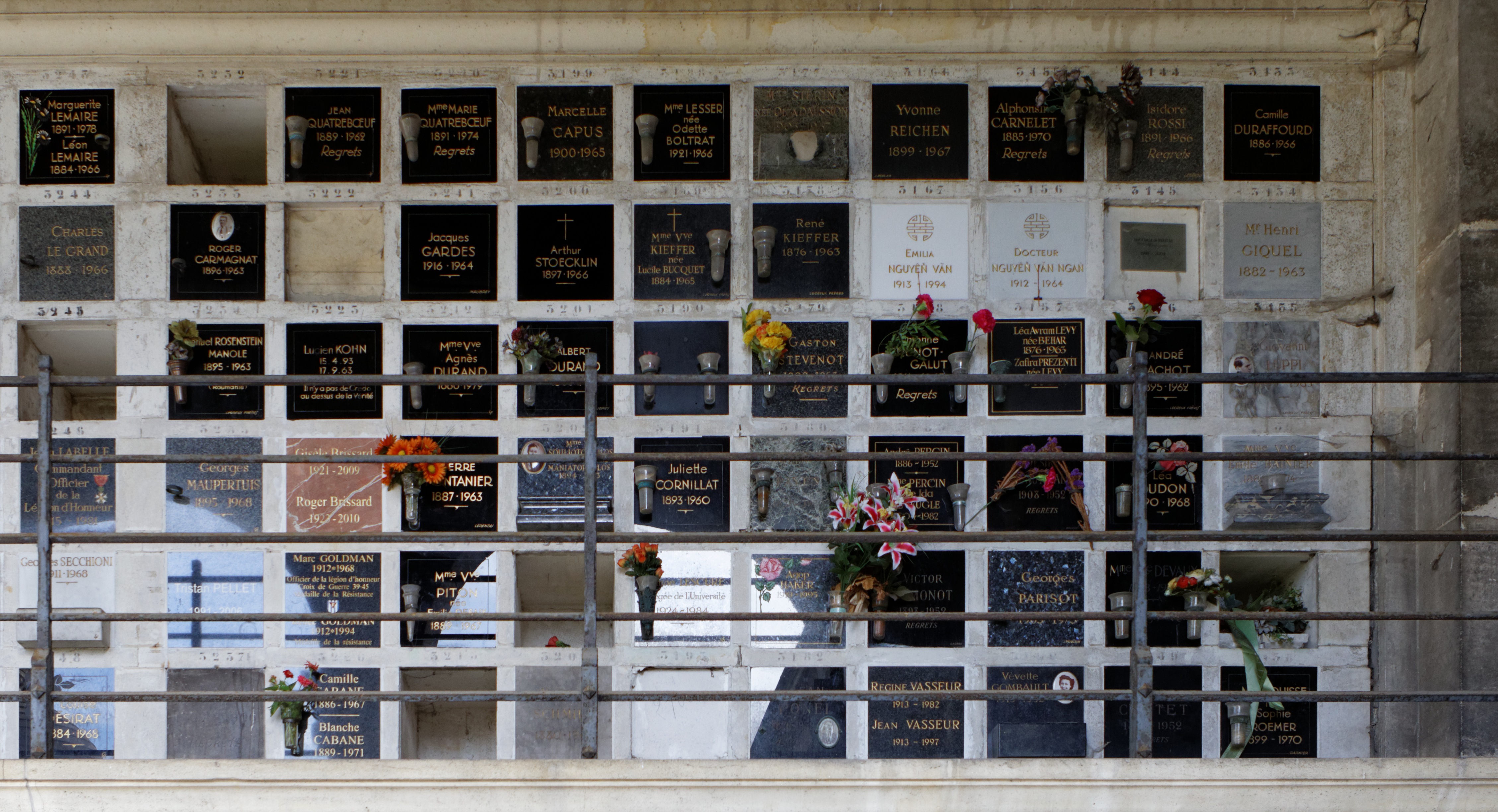
René Kieffer auf dem Friedhof Père Lachaise (Mitte 2. Reihe von oben)

René Kieffer besuchte die École supérieure des arts et industries graphiques (ESAIG oder auch École Estienne) in Paris. Unter der Anleitung von Marius-Michel dem Jüngeren lernte er in dessen Werkstatt das Handwerk der Buchbinderei, bevor er 1901 in Paris seine eigene Werkstatt leitete. Er stellte auch Einbände im Stil des Art déco her, die Pierre Legrain für den Modedesigner Jacques Doucet entworfen hatte.
1909 weitete er seine Tätigkeit mit Hilfe erfahrener Herausgeber wie Auguste Blaizot, Georges Crès und Albert Messein auf das Verlagswesen aus, wo er hauptsächlich Werke klassischer Autoren als Luxusausgaben veröffentlichte. Kieffers Werkstatt war besonders in den 1920er und 1940er Jahren sehr aktiv. Hier arbeitete er zusammen mit Graveuren und Illustratoren wie Pierre Brissaud, Joseph Hémard, Sylvain Sauvage, Jacques Touchet und Jean-Baptiste Vettiner.
In den 1950er und 1960er Jahren betrieb Kieffer schließlich eine Buchhandlung in der Pariser Rue Saint-André-des-Arts, die später von seiner Familie übernommen wurde. Er war verheiratet mit Lucile Bucquet. Ihr Sohn Michel Kieffer (* 1916) war ebenfalls Buchbinder. Nach René Kieffers Tod 1963 wurden seine sterblichen Überreste in einem Kolumbarium auf dem Friedhof Père-Lachaise zur letzten Ruhe gelegt.